# 야나이정
야나이정(柳井町)은 야마구치현 구가군에 설치되었던 정이다. 현재의 야나이시 중심부에 해당한다.

## 역사
- 1905년 1월 1일 -  구가군 야나이촌, 야나이즈정, 고가이사쿠촌이 합병해 야나이정이 성립하였다.
- 1954년 3월 31일 - 히즈미촌, 신조촌, 요타촌, 이카치촌과 합병해 야나이 시가 성립, 동일 야나이정은 폐지되었다.

## 교통

### 철도
- 일본국유철도
  - 산요본선

### 도로
- 국도 제188호선

## 참고문헌
- 角川日本地名大辞典 35 山口県